# Nova Erechim
Nova Erechim är en kommun i Brasilien.   Den ligger i delstaten Santa Catarina, i den södra delen av landet, 1 300 km söder om huvudstaden Brasília. Antalet invånare är 4 275.
I omgivningarna runt Nova Erechim växer huvudsakligen savannskog. Runt Nova Erechim är det ganska glesbefolkat, med 31 invånare per kvadratkilometer.